# Zé do Telhado
José do Telhado ou Zé do Telhado, alcunha de José Teixeira da Silva CvTE (Lugar do Telhado, Castelões de Recesinhos, Penafiel, 22 de Junho de 1818 – Mucari, Malanje, Angola, 1875) foi um militar e famoso salteador português. Chefe da quadrilha guerrilheira mais famosa do Marão, Zé do Telhado era também conhecido por "roubar aos ricos para dar aos pobres" e, por isso, muitos o consideram o Robin dos Bosques português.

## Biografia
De origens rurais humildes, aos 14 anos foi viver com um seu tio, no lugar de Sobreira, freguesia de Caíde de Rei, Lousada para aprender com ele o ofício de castrador e tratador de animais. Com 27 anos, no dia 3 de Fevereiro de 1845, casou-se com a sua prima Ana Lentina de Campos, da qual teve cinco filhos.
Tinha vasta experiência militar começada no quartel de Cavalaria 2. Como membro dos Lanceiros da Rainha toma parte contra o partido dos setembristas, pela restauração da Carta Constitucional, no mês de Julho de 1837. Após a derrota destas forças refugia-se em Espanha.
Ao regressar, grassava no país uma revolta larvar contra o governo anticlerical de Costa Cabral e quando estala a Revolução da Maria da Fonte, a 23 de Março de 1846, vê-se envolvido como um dos líderes da insurreição. Coloca-se às ordens do General Sá da Bandeira, que também tinha aderido. Assume o posto de sargento e distingue-se de tal forma na bravura e qualidades militares que, na expedição a Valpaços, recebe o grau de Cavaleiro da Ordem Militar da Torre e Espada, do Valor, Lealdade e Mérito, a mais alta condecoração que ainda hoje vigora em Portugal. No entanto, o seu «partido» entra em desgraça, amontoa dívidas de impostos que não consegue pagar e é expulso das forças armadas.
Já como "Zé do Telhado", chefe bandoleiro, realiza um grande número de assaltos por todo o Norte de Portugal, durante um período muito conturbado que coincidiu com o pedido de maior resistência de D. Miguel, no exílio com seu governo, aos seus partidários miguelistas que tentaram formar grupos de guerrilha em todo o país.
O bandoleiro mais conhecido do país acaba por ser apanhado pelas autoridades em 31 de Março de 1859 quando tentava fugir para o Brasil. Esteve preso na Cadeia da Relação, onde conheceu Camilo Castelo Branco que se lhe refere nas Memórias do Cárcere.
Em 9 de Dezembro de 1859 foi julgado e condenado ao degredo perpétuo na África Ocidental Portuguesa, tendo lhe sido comutada a pena aplicada de 15 anos de degredo, em 28 de Setembro de 1863. Forçado a viver em Angola, fixou-se em Malanje, onde se tornou negociante de borracha, cera e marfim e casou-se com uma angolana, Conceição, de quem teve três filhos. Conhecido entre os locais como o kimuezo — homem de barbas grandes —, viveu desafogadamente.
Faleceu aos 57 anos, vítima de varíola, sendo sepultado na aldeia de Xissa, município de Mucari, a meia centena de quilómetros de Malanje.

## Legado e homenagens
Apesar das circunstâncias que o levaram para o degredo em Angola, sendo considerado um "bandido bom" pela localidade de Xissa, postumamente, foi erguido um mausoléu improvisado, que ao longo dos anos se tornou objecto de romarias e oferendas. Em 2017 foi autorizada a mudança do nome da escola primária e do posto médico da localidade para o nome de José do Telhado.

## Representação na cultura popular

### Cinema
Em 1929 foi realizado por Rino Lupi o filme português mudo "José do Telhado", que contava nos papéis principais com a participação de Carlos Azedo, Maria Emília Castelo Branco, Julieta Palmeiro e Luís Magalhães.
Em 1945 foi realizada uma nova versão do filme por Armando de Miranda. No elenco principal de "José do Telhado" constavam os nomes dos atores Virgílio Teixeira, Adelina Campos e Juvenal de Araújo.
Seguindo-se ao sucesso do primeiro filme, Armando de Mirando realizou em 1949 a sequela "A Volta de José do Telhado".

### Teatro
Em 1944, estreou a opereta "Zé do Telhado", com Laura Alves e Estêvão de Amarante.
Em 1978, o encenador português Hélder Costa criou a obra teatral "Zé do Telhado", que esteve em cena na Barraca.
Em 1986, a peça teatral "Ana, Zé e os Escravos" de José Mena Abrantes, cujas personagens principais são Dona Ana Joaquina e José do Telhado, foi publicada. A obra foi vencedora do prémio Sonangol de Literatura.

### Música
Em 1979, o músico Zeca Afonso lançou o álbum Fura fura. Todo o lado A do álbum era compostos por músicas escritas e compostas para a peça teatral de Hélder Costa sobre o guerrilheiro português.

## Ligações exteriores
- «Zé do Telhado, por Guilherme Pereira, Setúbal na Rede, 21 de Julho de 2005»
- «Página da Câmara Municipal de Penafiel»